# جیم کرم خاکی (سری بازی)
جیم کرم خاکی (به انگلیسی: Earthworm Jim) نام یک مجموعه بازی ویدئویی در سبک اکشن-ماجراجویی است که اولین قسمت آن در سال ۱۹۹۴ و قسمت دوم در سال ۱۹۹۵ برای کنسول های سگا جنسیس و سوپر نینتندو منتشر شد. دو اسپین آف از این مجموعه در کنسول هایی همچون گیم بوی کالر و نینتندو ۶۴ در اواخر دهه ۹۰ روانه بازار شدند. موفقیت و شهرت این مجموعه (به خصوص دو قسمت اول) به دلیل وفاداری به کارتون های کلاسیک و شوخ طبعی و غلوگویی های خنده دار آن می‌باشد. 

## بازی ها
- جیم کرم خاکی (۱۹۹۴) سگا جنسیس، سوپر نینتندو، گیم بوی و گیم بوی ادونس
- جیم کرم خاکی: نسخه ویژه (۱۹۹۴) سگا سی دی
- جیم کرم خاکی ۲ (۱۹۹۵) سگا جنسیس، سوپر نینتندو، گیم بوی ادونس و پلی استیشن یک
- جیم کرم خاکی: سه بعدی (۱۹۹۹) نینتندو ۶۴ و ویندوز
- جیم کرم خاکی: جنگ دو کهکشان (۱۹۹۹) گیم بوی کالر
- جیم کرم خاکی اچ‌دی (۲۰۱۰) پلی استیشن ۳ و ایکس باکس ۳۶۰

## در دیگر رسانه ها
در سال ۱۹۹۵ یک انیمیشن سریالی موفق به همین نام با صداپیشگی دن کستلانتا تولید شد که به دلیل وفاداری به منبع اصلی مورد توجه قرار گرفت.
در بین سالهای ۱۹۹۷ تا ۱۹۹۸ سری بازی های جنگنده های گلی برای کنسول سوپر نینتندو، این شخصیت به همراه بوگرمن به عنوان یک شخصیت قابل بازی حضور داشت.

## بازخوردها
این بازی در لیست ۲۰۰ بازی برتر تاریخ قرار گرفته است و استقبال به آن بسیار مثبت بوده است.